# Nowa Buchowszczyzna
Nowa Buchowszczyzna – dawniej wieś. Obecnie część Mołodeczna na Białorusi, w obwodzie mińskim, w rejonie mołodeckim.

## Historia
W czasach zaborów wieś w gminie Mołodeczno, w powiecie wilejskim, w guberni wileńskiej Imperium Rosyjskiego.
W latach 1921–1945 wieś leżała w Polsce, w województwie wileńskim, w powiecie wilejskim, od 1927 roku w powiecie mołodeczańskim, w gminie Mołodeczno. W 1929 roku wieś leżała w gminie miejskiej Mołodeczno.
Według Powszechnego Spisu Ludności z 1921 roku zamieszkiwało tu 659 osób, 205 było wyznania rzymskokatolickiego, 411 prawosławnego, 2 greckokatolickiego a 41 mojżeszowego. Jednocześnie 309 mieszkańców zadeklarowało polską, 336 białoruską, 14 żydowską przynależność narodową. Było tu 76 budynków mieszkalnych.
Wierni należeli do parafii prawosławnej w Mołodecznie. Miejscowość podlegała pod Sąd Grodzki w Mołodecznie i Okręgowy w Wilnie; właściwy urząd pocztowy mieścił się w Mołodecznie.
W wyniku napaści ZSRR na Polskę we wrześniu 1939 miejscowość znalazła się pod okupacją sowiecką. 2 listopada została włączona do Białoruskiej SRR. Od czerwca 1941 roku pod okupacją niemiecką. W 1944 miejscowość została ponownie zajęta przez wojska sowieckie i włączona do Białoruskiej SRR.
Od 1991 w składzie niepodległej Białorusi.